# Hugo Bettauer
Hugo Bettauer (Baden bei Wien, 18 de agosto de 1872 – 26 de marzo de 1925), fue un prolífico escritor austriaco, asesinado tras publicar Die Stadt ohne Juden (La ciudad sin judíos), una sátira del antisemitismo.

## Trayectoria
Nació el escritor y periodista como Maximilian Hugo Bettauer. Era hijo de un agente bursátil austriaco de origen judío. Vivió en Zúrich, Nueva York, Berlín, Múnich y Hamburgo. Durante su juventud se convirtió del judaísmo que profesaba su familia a la Iglesia Evangélica Luterana. Ese mismo año, ingresó a los Kaiserjäger (infantería imperial de montaña) como voluntario por un año.
Su primera novela fue Bajo el encanto de Nueva York, de 1907. Escribió otras muchas obras hasta el final abrupto de su vida. Al final publicó Bettauer La ciudad sin judíos, una obra situada en un Viena del presente suyo, con una población desesperada ante el desempleo y la miseria; los antisemitas buscaban como culpables de la situación a los judíos. Finalmente fueron expulsados en trenes, tras violentar la Constitución, hasta vaciar la ciudad: se adelantaba quince años. 
Pues bien, un antisemita nazi le asesinó a tiros en Viena en 1925; era un técnico dental (Otto Rothsto), que fue dejado en libertad casi de inmediato, tras estar 18 meses en un psiquiátrico; un hijo del escritor, por contraste, fue deportado en 1942 a Auschwitz. Hubo una gran manifestación de repudio al asesinato a los cuatro días, que conmocionó al mundo intelectual, y en la que participó Robert Musil.
Se considera un asesinato premeditado, tal como el de Walther Rathenau en Alemania. Un capítulo del estudio de Jacques Le Rider sobre el antisemitismo de esos años se llama significativamente "La ciudad sin judíos". El libro fue muy conocido. Se difundió recientemente en francés varias veces. En España, solo en 2015.

## Obra
- Im Banne von New York (Bajo el encanto de Nueva York) 1907
- Im Kampf ums Glück (En Lucha por la felicidad) 1907
- Auf heißem Boden (Sur le sol chaud) 1907
- Im Schatten des Todes (A la sombra de la muerte) 1907
- Aus den Tiefen der Weltstadt (Desde la profunda metrópolis) 1907
- Faustrecht
- Hemmungslos 1920
- Bobbie auf der Fährte (Bobbie sur la piste) 1921
- Die drei Ehestunden der Elizabeth Lehndorff (Las tres horas de matrimonio de  Elizabeth Lehndorff) 1921
- Der Frauenmörder (El asesin0 de mujeres) 1922
- Der Herr auf der Galgenleiter 1922
- Das blaue Mal 1922
- Die Stadt ohne Juden (1922). También como obra teatral, Die Stadt ohne Juden con Hans Saßmann) de 1922. Traducido como La ciudad sin judíos, Periférica, 2015
- Der Kampf um Wien 1922-23
- Die lustigen Weiber von Wien  1924
- Gekurbeltes Schicksal 1924
- Die freudlose Gasse 1924
- Das entfesselte Wien (Viena desencadenada) 1924
- Die schönste Frau der Welt (La más bella mujer del mundo)  1924
- Memoiren eines Hochstaplers 1924
- Kampf ums Glück 1926

- Se ha reunido su obra en seis volúmenes: Gesammelte Werke in sechs Bänden Salzburgo, 1980 ISBN 978-38-54450016

## Enlaces
- www.laverdad.es/.../hugo-bettauer-heraldo-horror-20151220003244-v.html. Sobre la versión española.